# Marguerite de Hongrie (sainte)
Pour les articles homonymes, voir sainte Marguerite et Marguerite de Hongrie.
Marguerite de Hongrie (1242 - 1271) est une princesse devenue moniale dominicaine hongroise. Elle est commémorée le 18 janvier selon le Martyrologe romain.

## Vie
Nièce de sainte Elisabeth de Hongrie et fille du roi Béla IV de Hongrie et d'une princesse byzantine, Marie Lascaris, Marguerite naît vers 1242, alors que l'Europe était aux prises avec les invasions mongoles.
Les parents de Marguerite font vœu de consacrer leur fille à Dieu dès sa naissance pour tenter d'infléchir le sort de leur pays. C'est ainsi que, dès son enfance, elle est élevée au monastère des dominicaines de Veszprem, puis rejoint le monastère des dominicaines sur une île du Danube, l'Île des Lièvres (aujourd'hui île Marguerite).
Dès l'âge de 12 ans, sa piété est déjà profonde. Elle refuse une demande en mariage, préférant vivre une vie de moniale, pleine de mysticisme au milieu des pénitences qu'elle s'inflige. Elle doit lutter contre la volonté de sa famille de la marier pour des raisons politiques, préférant vivre de prière et de vie spirituelle intense.
Elle vit très pauvrement, distribuant aux pauvres tout ce que lui donne son frère, le roi Étienne. Au monastère, elle choisissait les tâches les plus humbles et les plus pénibles. Ascète, elle s'inflige des mortifications corporelles en se flagellant, portant la discipline, pour mieux s'associer à la Passion du Christ. Elle bénéficie aussi de dons mystiques étonnants.
Elle meurt le 18 janvier 1271. Depuis, un culte ininterrompu lui a été rendu.

## Culte
Marguerite de Hongrie bénéficie d'une canonisation équipollente le 19 novembre 1943 par le Pape Pie XII avec sa fête le 18 janvier.

## Sources
- La Documentation catholique, 1957, col. 1093-1100.
- Rosa Giorgi, Le petit livre des saints, Larousse, 2006 (ISBN 2-03-582665-9).